# Trần Hổ
Trần Hổ (giản thể: 陈虎; phồn thể: 陳虎; bính âm: Chén Hǔ; sinh ngày 3 tháng 3 năm 1975) là một võ sĩ và diễn viên người Trung Quốc. Anh là học trò của đạo diễn, diễn viên, người chỉ đạo võ thuật nổi tiếng Viên Hòa Bình.

## Đời sống

### Đầu đời
Trần Hổ sinh ngày 3 tháng 3 năm 1975 tại Thành Đô, Tứ Xuyên, nơi anh học võ thuật Trung Hoa. Đến năm 18 tuổi, anh đăng ký vào Đội tuyển Wushu Tứ Xuyên. Anh đã giành chiến thắng trong cuộc thi võ thuật trẻ toàn quốc ở Trung Quốc.
Năm 19 tuổi, Trần Hổ đến Hoa Kỳ, anh sống trong một căn lều gỗ nhỏ. Anh ấy nói: "Ở Trung Quốc, ít nhất bạn có thể tập kung fu và tham dự các cuộc thi võ thuật, nhưng ở Hoa Kỳ, bạn sẽ thấy rằng phần lớn thời gian của bạn là rửa bát và làm khuân vác." Tiger Chen trở thành học trò của võ sĩ Hồng Kông Viên Hòa Bình vào những năm 2000.

## Phim đã đóng
| Năm  | Tên tiếng Anh                | Tên tiếng Trung         | Vai diễn             | Ghi chú                                                             |
| ---- | ---------------------------- | ----------------------- | -------------------- | ------------------------------------------------------------------- |
| 1999 | The Matrix                   | 《黑客帝国》            |                      | Choreographer                                                       |
| 2000 | Charlie's Angels             | 《霹雳娇娃》            |                      | Choreographer                                                       |
| 2000 | Once in the Life             | 《一生一次》            | Loe                  |                                                                     |
| 2003 | Kill Bill: Volume 1          | 《杀死比尔》            |                      | Choreographer                                                       |
| 2003 | The Matrix Reloaded          | 《黑客帝国2：重装上阵》 | Ronin                |                                                                     |
| 2005 | House of Fury                | 《精武家庭》            | Martial artist       |                                                                     |
| 2012 | Kung Fu Man                  | 《功夫侠》              | Chen Ping            | [ 6 ]                                                               |
| 2013 | Man of Tai Chi               | 《太极侠》              | Chen Linhu           | [ 7 ] [ 8 ]                                                         |
| 2015 | Monk Comes Down the Mountain | 《道士下山》            |                      |                                                                     |
| 2016 | Revenge of Gold              | 《流金》                |                      |                                                                     |
| 2017 | Kung Fu Traveler             | 《功夫机器侠》          | Chen Wu/General Chen |                                                                     |
| 2017 | Kung Fu Traveler 2           | 《功夫机器侠2》         | A Jie/General Chen   |                                                                     |
| 2017 | Romantic Assassin            |                         |                      |                                                                     |
| 2018 | PASKAL: The Movie            |                         | Sgt. Chen Han        | Malaysian Produced with Royal Malaysian Navy and Special Appearance |
| 2019 | Triple Threat                |                         | Long Fei             |                                                                     |
| 2019 | John Wick 3                  |                         | Triad                | Uncredited Cameo                                                    |
| 2019 | Special Forces King 3        |                         |                      |                                                                     |